# Pierre Clement de Laussat
Pierre Clément de Laussat (Pau, 23 de noviembre de 1756 – Bernadets, 4 de octubre de 1835) fue un político francés, y el 24º Gobernador de Louisiana, el último bajo el dominio francés.

## Biografía
Laussat nació en la ciudad de Pau. Después de servir como Receveur général des finances en Pau y Bayona, fue encarcelado durante el Terror, pero fue puesto en libertad y fue reclutado en el armée des Pyrénées. El 17 de abril de 1797, fue elegido para el Consejo de Ancianos. Después del Golpe de Estado del 18 de brumario entró en el Tribunal el 25 de diciembre de 1799.
Fue nombrado por Napoleón Bonaparte para ser prefecto colonial (gobernador) de Louisiana en 1802 y llegó a la colonia el 26 de marzo de 1803, apenas dos semanas antes de que Napoleón hizo su decisión de vender Luisiana a los Estados Unidos. Durante varios meses Laussat gobernó como un gobernador normal, primero se suprime el cabildo local y luego publica el Código de Napoleón en la colonia.
Después de varios meses, se enteró de que Luisiana había sido vendido a los EE.UU. pero no lo creyó. El 28 de julio de 1803, escribió al gobierno francés para preguntar si el rumor era cierto. El 18 de agosto de 1803, recibió la noticia de Napoleón de que Francia había declarado la guerra a Gran Bretaña y que había transferido Luisiana a los Estados Unidos.
El 30 de noviembre de 1803, desempeñó como comisionado del gobierno francés en la retrocesión de Louisiana desde España a Francia. Unas semanas más tarde, el 20 de diciembre de 1803, Laussat transfirió la colonia a los representantes de Estados Unidos, William CC Claiborne y James Wilkinson.
El 21 de abril de 1804, Laussat dejó el área y se convirtió en prefecto colonial de Martinica, cargo que ocupó hasta 1809 cuando fue capturado y encarcelado por los británicos. Más tarde se retiró a su ancestral castillo en Francia y murió en 1835.
- Datos: Q3382948
- Multimedia: Pierre-Clément de Laussat / Q3382948